# دالبه
دالبه (به لاتین: Dalbe) یک روستا در لتونی است که در شهرداری اوزونیکی واقع شده‌است. دالبه ۱۱۰ نفر جمعیت دارد.